# Esporte Clube Rio São Paulo
O Esporte Clube Rio São Paulo é uma agremiação esportiva da cidade do Rio de Janeiro, fundada em 9 de outubro de 1952.

## História

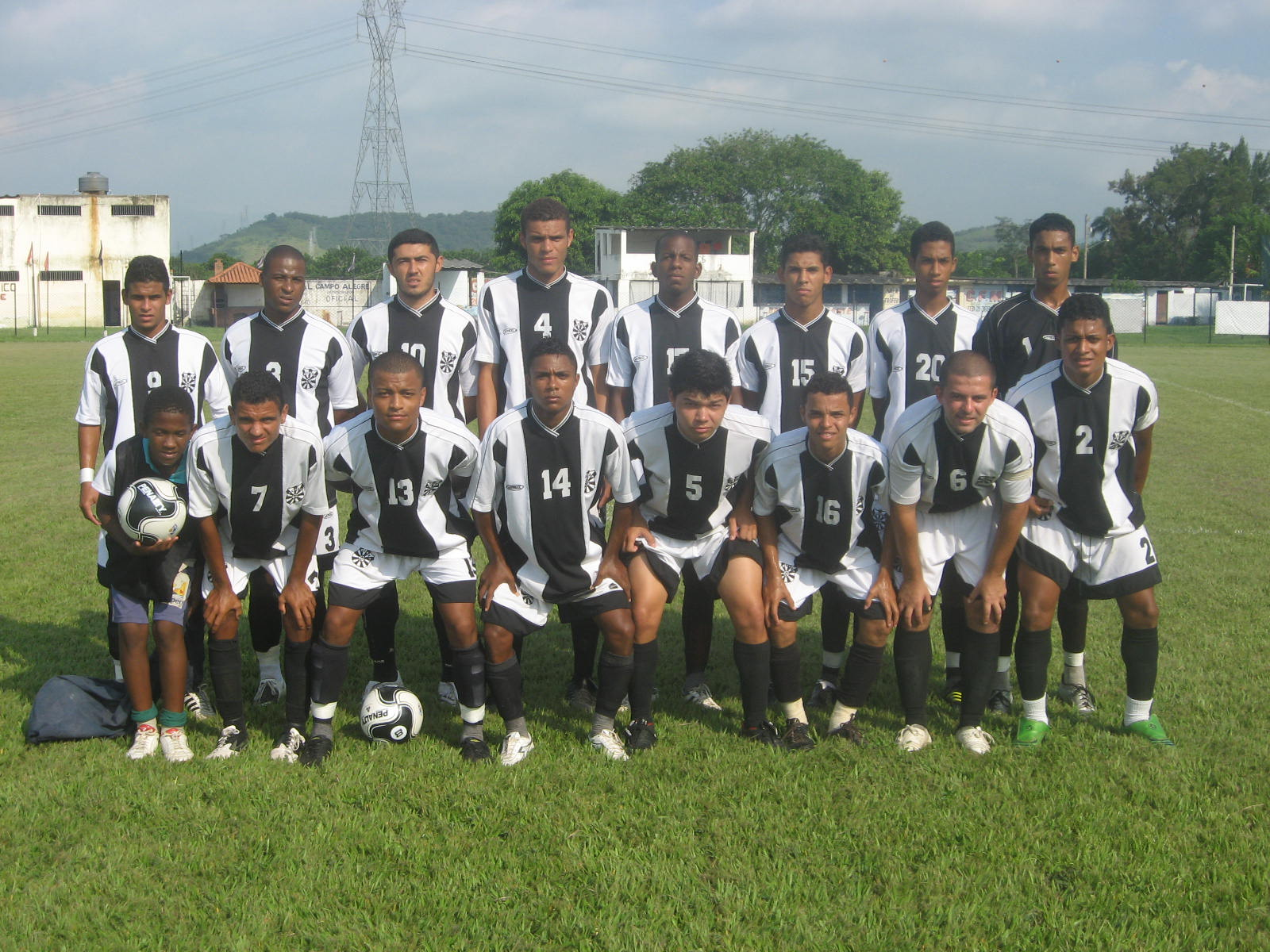
Equipe profissional do Rio São Paulo em 2010

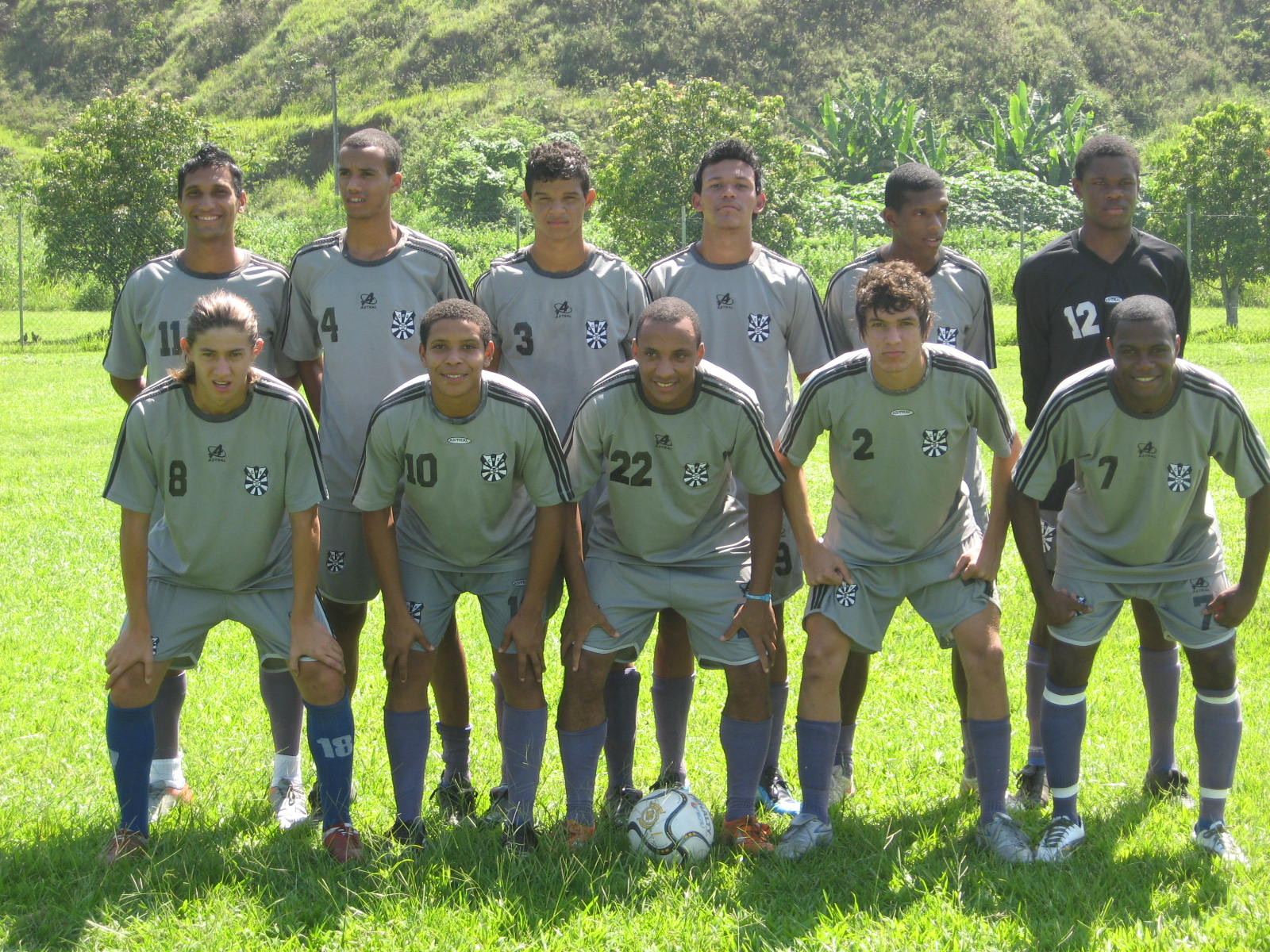
Equipe do Rio São Paulo em 2006

O clube foi fundado pelo ex-jogador Flávio Teixeira dos Santos e seus filhos. Hoje é presidido pelo seu bisneto Rafael Affonso Santos.
Possui sede social localizada na Rua Cirilo da Silveira, nº 200 - Vila Valqueire - Rio de Janeiro - RJ, próxima à Estrada Intendente Magalhães, antiga Estrada Rio-São Paulo, daí advindo o nome da agremiação. É filiado à FFERJ, no futebol profissional, e à FEFUMERJ, no Futebol de mesa.
No futebol profissional, estreou, em 2006, na Terceira Divisão de Profissionais do Rio de Janeiro, atualmente série B2, tendo finalizado em terceiro lugar do seu grupo, eliminado ainda na primeira fase. 
No ano seguinte, 2007, retornou para a terceira divisão, tendo finalizado em terceiro em sua chave durante a primeira fase; classificou-se para a segunda fase, na qual acabou eliminado ao ficar na quarta posição. 
Em 2008, abandonou a disputa com a tabela já montada, licenciando-se dos campeonatos profissionais. 
O seu retorno ocorreu apenas em 2010, tendo participado da terceira divisão do Rio de Janeiro, no qual não passou da primeira fase do certame.
Em 2015, o clube disputou a Copa Rio e teve o seu mando de campo no estádio da Rua Bariri, em Olaria, porém teve a pior campanha do campeonato com apenas um ponto; um empate contra o Barcelona, e sete derrotas.
Em 2017, disputando a terceira divisão do estadual, a equipe disputou o play off de acesso contra o Angra dos Reis para segunda divisão, mas acabou sendo derrotado por 1x0 e não avançou para a segunda divisão.

#### Primeiro Título
Em 2019 o clube consegue acesso ao Campeonato Carioca da Série B1 de 2020, após derrotar o Maricá Futebol Clube na final e conquistar o título da competição. O clube também conquistou segundo turno da Série B2 neste ano.

#### Rebaixamentos nos anos seguintes
Em 2022, o clube foi rebaixado para o Campeonato Carioca Serie B2, após terminar a terceira divisão na 10ª colocação.
Em 2024, o clube foi rebaixado para o Campeonato Carioca Série C, após terminar a quarta divisão na última colocação.

## Estádios
| Nome                       | Localização    | Anos de Uso   |
| -------------------------- | -------------- | ------------- |
| Flávio Teixeira dos Santos | Rio de Janeiro | 1952–Atual    |
| José de Alvarenga          | Rio de Janeiro | Até 2008      |
| Diversos Estádios          | Rio de Janeiro | 2008–presente |

O clube possui o seu próprio estádio, o Estádio Flávio Teixeira dos Santos, localizado na sede social. Ainda é sede de jogos menores e de futebol femenino.
Costumava mandar até 2008 os seus jogos no Estádio José de Alvarenga, pertencente ao Heliópolis Atlético Clube. Desde então o clube utilizou diversos estádios, incluindo o Estádio Luso-Brasileiro, pertencente à Associação Atlética Portuguesa, da Ilha do Governador.

## Títulos
| ESTADUAIS          | ESTADUAIS                                 | ESTADUAIS | ESTADUAIS  |
|                    | Competição                                | Títulos   | Temporadas |
| ------------------ | ----------------------------------------- | --------- | ---------- |
|                    | Campeonato Carioca - Série B1             | 1         | 2019       |
| TURNOS DO ESTADUAL |                                           |           |            |
|                    | Competição                                | Títulos   | Temporadas |
|                    | 2º Turno do Campeonato Carioca - Série B1 | 1         | 2019       |

## Estatísticas

### Participações
|  | Participações em 2025 |

| Competição     | Competição          | Temporadas | Melhor campanha     | Estreia | Última | P | R |
| Rio de Janeiro | Série A2 do Carioca | 1          | 12º colocado (2020) | 2020    | 2020   | – | 1 |
| Rio de Janeiro | Série B1 do Carioca | 10         | Campeão (2019)      | 2006    | 2022   | 1 | 1 |
| Rio de Janeiro | Série B2 do Carioca | 2          | 7º colocado (2023)  | 2023    | 2024   | – | 1 |
| Rio de Janeiro | Série C do Carioca  | 1          | Estreia (2025)      | 2025    | 2025   | – |   |

## Outras Modalidades

### Futebol de mesa
No Futebol de mesa, estreia em 2010 em jogos oficiais promovidos pela FEFUMERJ, inscrito na modalidade Disco 1 toque. Os jogos internos são realizados na sede do clube, localizada à Rua Cirilo da Silveira nº 200, em Campinho, Rio de Janeiro.
Em 2012 o Futebol de mesa do clube, na modalidade Disco Livre, categoria Sênior, conquistou a Copa da Federação com o atleta Marcos Moysés da Cunha, e a Taça Guanabara com o atleta João Paulo Volpato, além do vice-campeonato estadual com Marcos Moysés da Cunha e o Campeonato Brasileiro Comerciário com José Waner, no SESC de Cascavel - Paraná.